# القرن 38 ق م

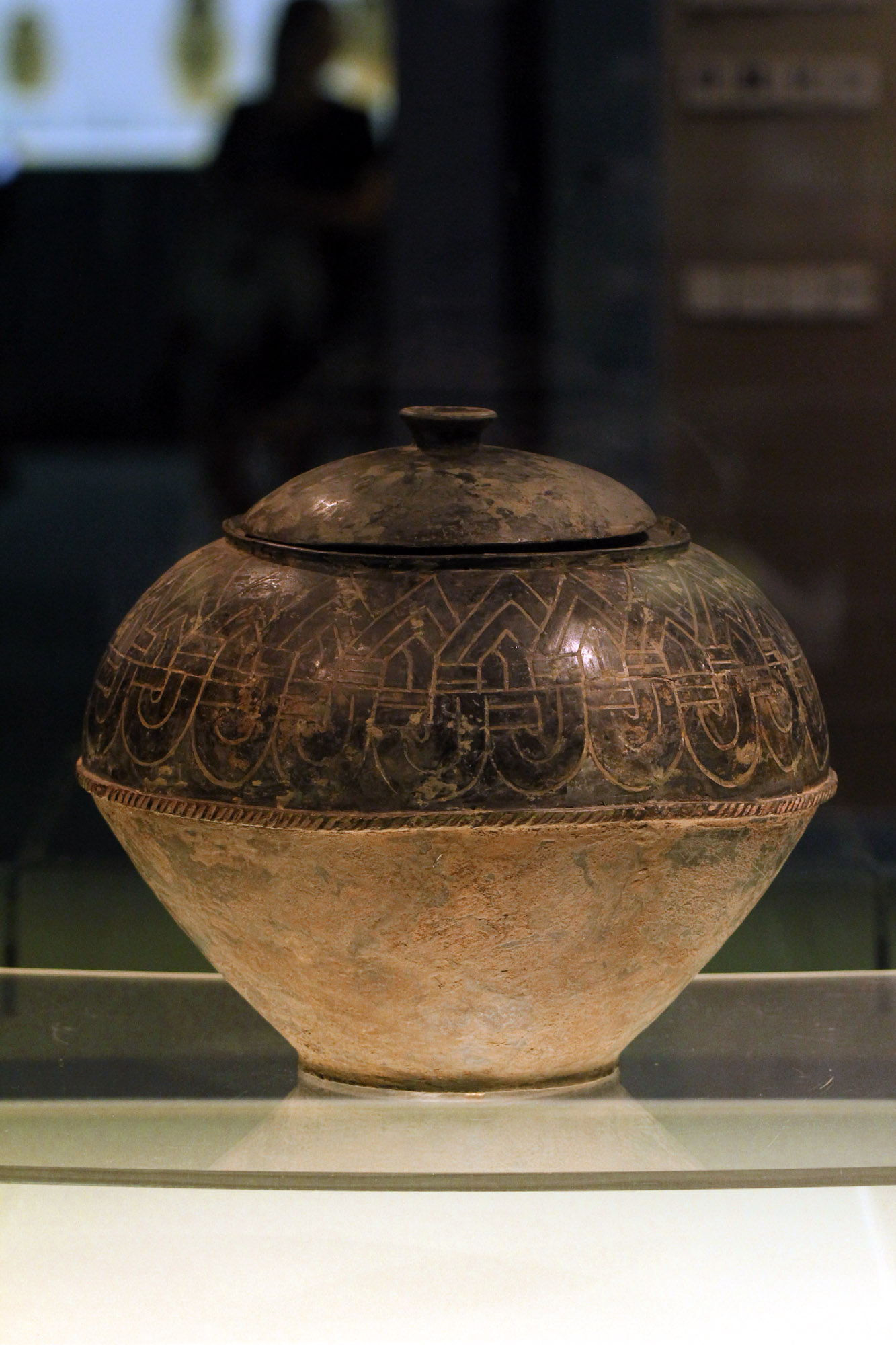
جرة مغطاة بالفخار الأسود من ثقافة سونغزي مع نقوش منحوتة

القرن الثامن والثلاثون قبل الميلاد أو القرن 38 ق.م هو القرن  ما بين المدة الزمنية ل 3800 ق.م إلى 3701 ق.م حسب السنة الأرضية.

## بعض الأحداث من هذا القرن
- نهاية مفاجئة لفترة العُبيد في شرق شبه الجزيرة العربية وشبه جزيرة عمان في سنة 3800 قبل الميلاد.
- 3750 قبل الميلاد - ظهور أول الأصول البدائية للغة السامية بما يصطلح عليه ب(لغة سامية أم).[1]
- 3760 قبل الميلاد - السنة الأولى من التقويم العبري
- 3700 قبل الميلاد - الأقدم باب معروف في أوروبا (زيوريخ، سويسرا)
- 3700-2300 قبل الميلاد - ظهور أضرحة ركامية طويلة من تراب في انكلترا.